# 1365 Henyey
1365 Henyey là một tiểu hành tinh vành đai chính. Nó được phát hiện bởi Max Wolf ngày 9 tháng 9 năm 1928. Tên ban đầu của nó là 1928 RK. Nó được đặt theo tên Louis G. Henyey, một nhà thiên văn học Mỹ.